# Axel Harnack

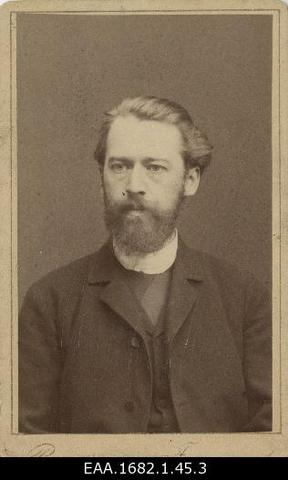
Axel Harnack

Carl Gustav Axel Harnack (Dorpat, gouvernement Lijfland, 7 mei 1851 - Dresden, 3 april 1888) was een Baltisch-Duitse wiskundige, die bijdragen leverde aan de potentiaaltheorie. Hij paste de ongelijkheid van Harnack toe op harmonische functies. Hij werkte ook op het gebied van de reële algebraïsche meetkunde van vlakkrommes, waarbij hij de krommestelling van Harnack bewees voor reële algebraïsche krommen.
Hij was de zoon van de theoloog Theodosius Harnack en de tweelingbroer van de theoloog Adolf von Harnack (die hem meer dan veertig jaar overleefde) - allen uit  Dorpat, het huidige Tartu in het hedendaagse Estland.

## Boeken door Axel Harnack
- (de)  Die Grundlagen der Theorie des logarithmischen Potentiales und der eindeutigen Potentialfunktion in der Ebene (Teubner, 1887)
- (en)  An introduction to the study of the elements of the differential and integral calculus  Cathcart, George Lambert, tr. (Williams and Norgate, 1891)